# حسین اوجاقی
حسین اوجاقی (زادهٔ ۶ شهریور ۱۳۵۴ در شهر ری)، ووشوکار سابق ایرانی در بخش ساندا است. او همچنین سابقه مدیر فنی فدراسیون ووشو ایران ، نائب رئیسی فدراسیون ووشو ایران و سرمربیگری تیم ملی سان‌دا ایران  را برای چندین سال متوالی در کارنامه خود دارد و در حال حاضر رئیس سازمان ورزش شهرداری تهران می‌باشد. او برادر امیر اوجاقی ووشوکار سابق ایرانی در بخش ساندا و سرمربی تیم ملی ووشوساندا ایران است.

## زندگی‌نامه
حسین اوجاقی در ۶ شهریور سال ۱۳۵۴ در شهر ری و شهرک شهید کمالی کنونی در یک خانواده نسبتاً ورزشی متولد شد. او ورزش های رزمی را در سال  ۱۳۶۶ با ورزش کاراته سبک کان ذن ریو آغاز کرد و زیر نظر اولین استاد رزمی خود ناصر نیکروش در سالن بیست و دو بهمن شهر ری به تمرین پرداخت.
پس از مدتی فعالیت در ورزش کاراته سبک کان ذن ریو با افتتاح کلاس کیک بوکسینگ در همان باشگاه توسط ناصر نیکروش، وی به رشته کیک بوکسینگ روی آورد و تا سال ۱۳۷۲ در این رشته فعالیت می‌کرد. پس از آن در محله خانی آباد با فریدون مالکی قهرمان مسابقات رینگی و شوت بوکسینگ آشنا شد و در لباس شاگردی به تمرین زیر نظر او پرداخت. در کنار این‌ها بوکس را نزد حاج آقا محمدی در همان محله تهران ادامه داد. او پس از چند سال شاگردی زیر نظر این استادان در ورزش‌های رزمی تصمیم به فعالیت در رشته ووشو در بخش ساندا کرد و نگاه وی به ورزش حرفه‌ای و مسابقاتی نیز جلب شد و پس از ورود به تیم ملی ساندا موفق به کسب چندین مدال جهانی و آسیایی شد. او مدتی سرمربی تیم ملی ووشو ساندا ایران بود و توانست با این تیم در مسابقات جهانی و آسیایی مدال‌های زیادی را به دست بیاورد.
حسین اوجاقی سابقه فعالیت در تیم ملی فوتبال ایران در زمان سرمربیگری کارلوس کیروش به عنوان مربی بدنساز تیم را در کارنامه خود دارد.کارلوس کیروش دلیل حضور حسین اوجاقی در اردوی تیم ملی فوتبال را تقویت برای روحیه جنگندگی بازیکنان قلمداد کرد.
در تاریخ ۴ آبان ۱۴۰۰ با حکم علیرضا زاکانی شهردار تهران، حسین اوجاقی به عنوان رئیس سازمان ورزش شهرداری تهران منصوب شد.